# National Rugby League 1939
La New South Wales Rugby Football League de 1939 fue la 32.ª edición del torneo de rugby league más importante de Australia.

## Formato
Los clubes se enfrentaron en una fase regular de todos contra todos, los cuatro equipos mejor ubicados al terminar esta fase clasificaron a la postemporada.
Se otorgaron 2 puntos por el triunfo, 1 por el empate y ninguno por la derrota.

## Desarrollo

### Tabla de posiciones
| Pos. | Equipo                        | Encuentros | Encuentros | Encuentros | Encuentros | Tantos | Tantos | Tantos | Puntos |
| Pos. | Equipo                        | PJ         | PG         | PE         | PP         | F      | C      | Dif    | Puntos |
| ---- | ----------------------------- | ---------- | ---------- | ---------- | ---------- | ------ | ------ | ------ | ------ |
| 1    | Balmain Tigers                | 14         | 10         | 2          | 2          | 249    | 115    | +134   | 22     |
| 2    | St. George Dragons            | 14         | 10         | 0          | 4          | 268    | 169    | +99    | 20     |
| 3    | Canterbury-Bankstown Bulldogs | 14         | 10         | 0          | 4          | 234    | 155    | +79    | 20     |
| 4    | South Sydney Rabbitohs        | 14         | 9          | 0          | 5          | 219    | 158    | +61    | 18     |
| 5    | Eastern Suburbs               | 14         | 8          | 0          | 6          | 192    | 184    | +8     | 16     |
| 6    | Western Suburbs Magpies       | 14         | 2          | 2          | 10         | 148    | 213    | -65    | 6      |
| 7    | North Sydney Bears            | 14         | 2          | 2          | 10         | 129    | 272    | -143   | 6      |
| 8    | Newtown Jets                  | 14         | 2          | 0          | 12         | 124    | 297    | -173   | 4      |

|  | Postemporada. |

### Postemporada

#### Semifinales
| 19 de agosto | Balmain Tigers | 13 - 9 | Canterbury-Bankstown Bulldogs |  |  |

| 26 de agosto | St. George Dragons | 10 - 23 | South Sydney Rabbitohs |  |  |

#### Final
| 2 de septiembre | Balmain Tigers | 33 - 4 | South Sydney Rabbitohs | Sydney Cricket Ground, Sídney   |  |
|                 |                |        |                        | Asistencia: 26.972 espectadores |  |

| Bandera de Australia   |
| Campeón Balmain Tigers |
| Séptimo título         |